# Polomolok
Polomolok ist eine philippinische Stadtgemeinde in der Provinz South Cotabato. Sie hat 152.589 Einwohner (Zensus 1. August 2015). Auf dem Gemeindegebiet liegt der Vulkan Matutum, an dessen Nordostflanke der Fluss Buayan seine Quelle hat. 

## Baranggays
Polomolok ist politisch in 23 Baranggays unterteilt.
| - Bentung - Crossing Palkan - Glamang - Kinilis - Klinan - Koronadal Proper - Lam-Caliaf - Landan - Lumakil - Maligo - Palkan - Poblacion | - Polo - Magsaysay - Rubber - Silway 7 - Silway 8 - Sulit - Sumbakil - Upper Klinan - Lapu - Cannery Site - Pagalungan |